# フリジア帽

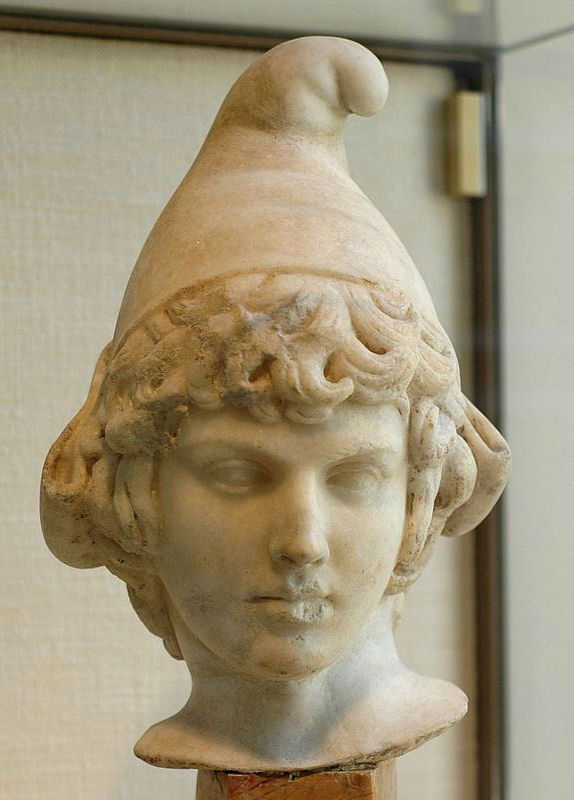
フリジア帽を被ったアッティスの胸像。2世紀ローマ帝国時代。

フリジア帽（phrygian cap）は、古代ローマに起源をもつ帽子の一つ。フランスの象徴マリアンヌが被っている。他の表記にはフリュギア帽、フリギア帽、リバティ・キャップ（liberty cap）などがある。

## 概要
フリジア帽は赤い三角帽である。この帽子は元来フリギア（フリジア）に起源するとされているが、古代ローマにおいては、自由身分の解放された奴隷が被るものとして採用された。この起源からフリジア帽は隷従から自由への解放の象徴とされ、フランス革命では、軍人だったシャルル・フランソワ・デュムリエが被ったことが切っ掛けで、サン・キュロットの象徴として使用された。革命期には読み書きのできない民衆に「革命精神」を伝達するために「フリジア帽とトリコロール旗」や「フリジア帽をかぶせた杖を持つ自由の女神」などの意匠が考案され使用された。
フランス革命後の7月革命の時にウジェーヌ・ドラクロワの描いた「民衆を導く自由の女神」では自由の女神はフリジア帽を被っている。これ以後、フリジア帽を被った女神、マリアンヌがフランス象徴となったといわれる。

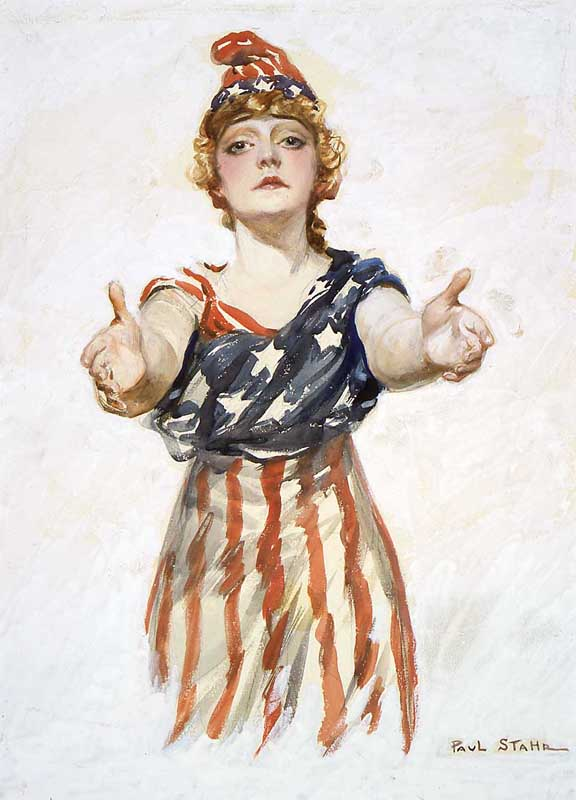
アメリカ合衆国の化身コロンビア
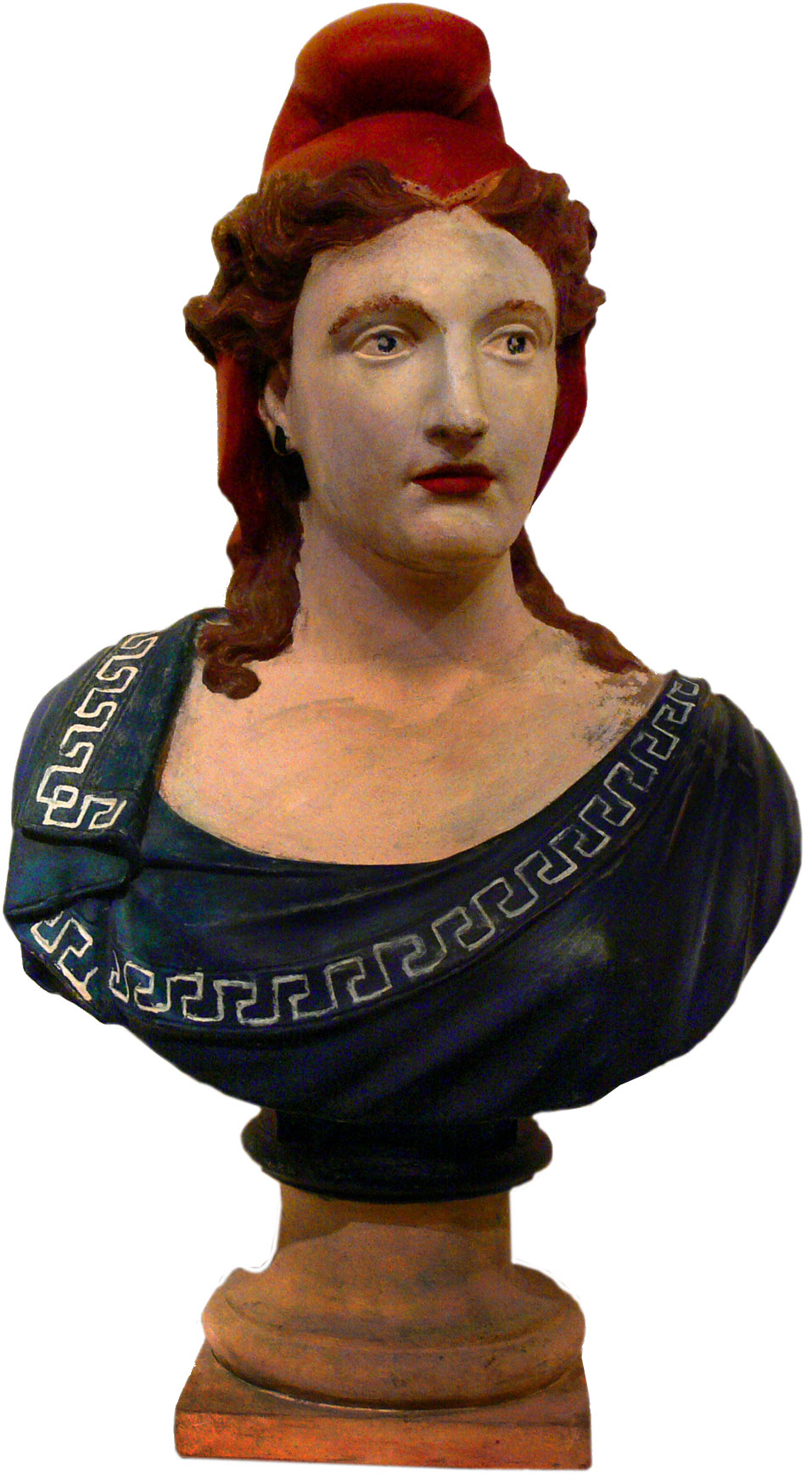
フランスの象徴マリアンヌの胸像
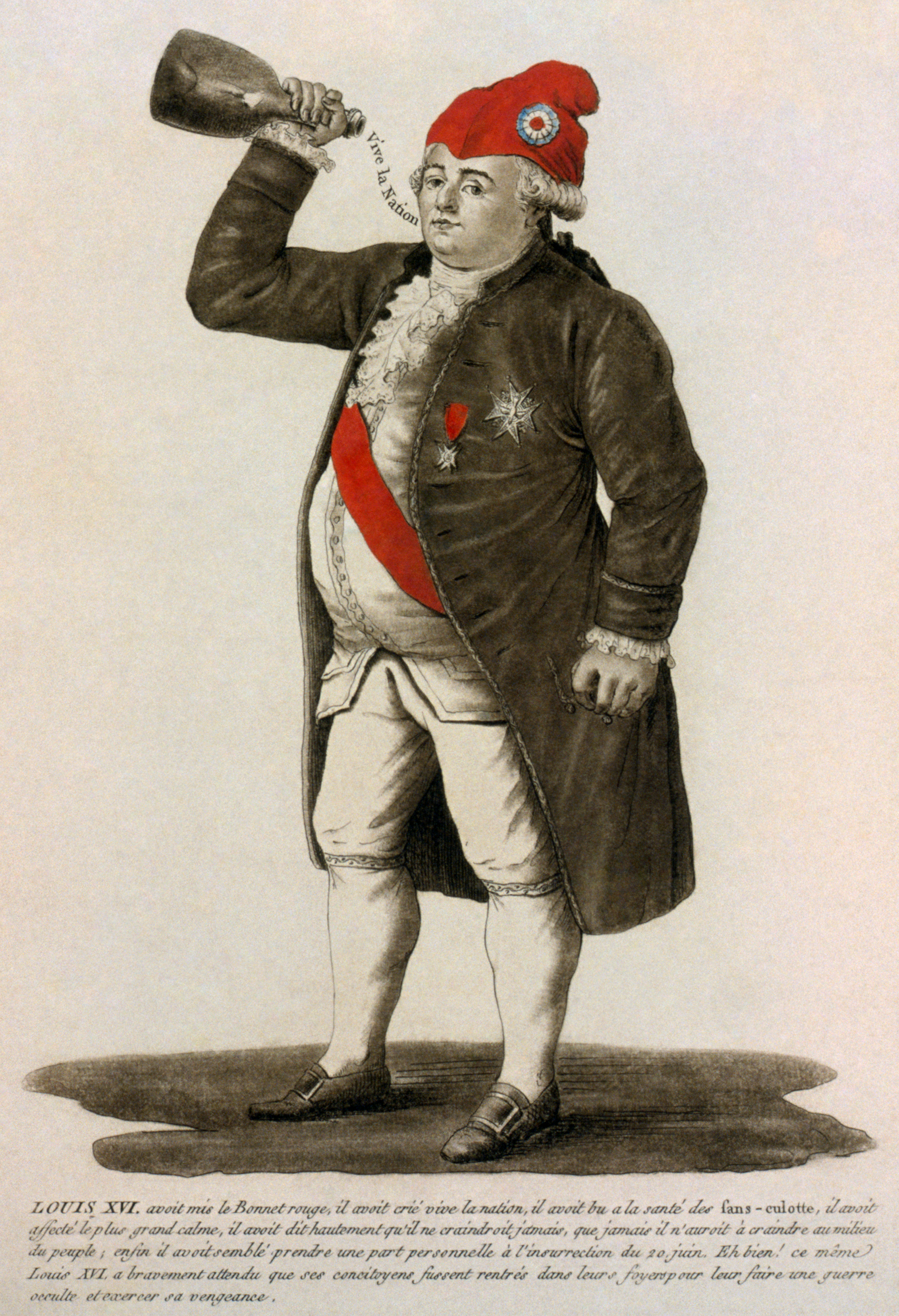
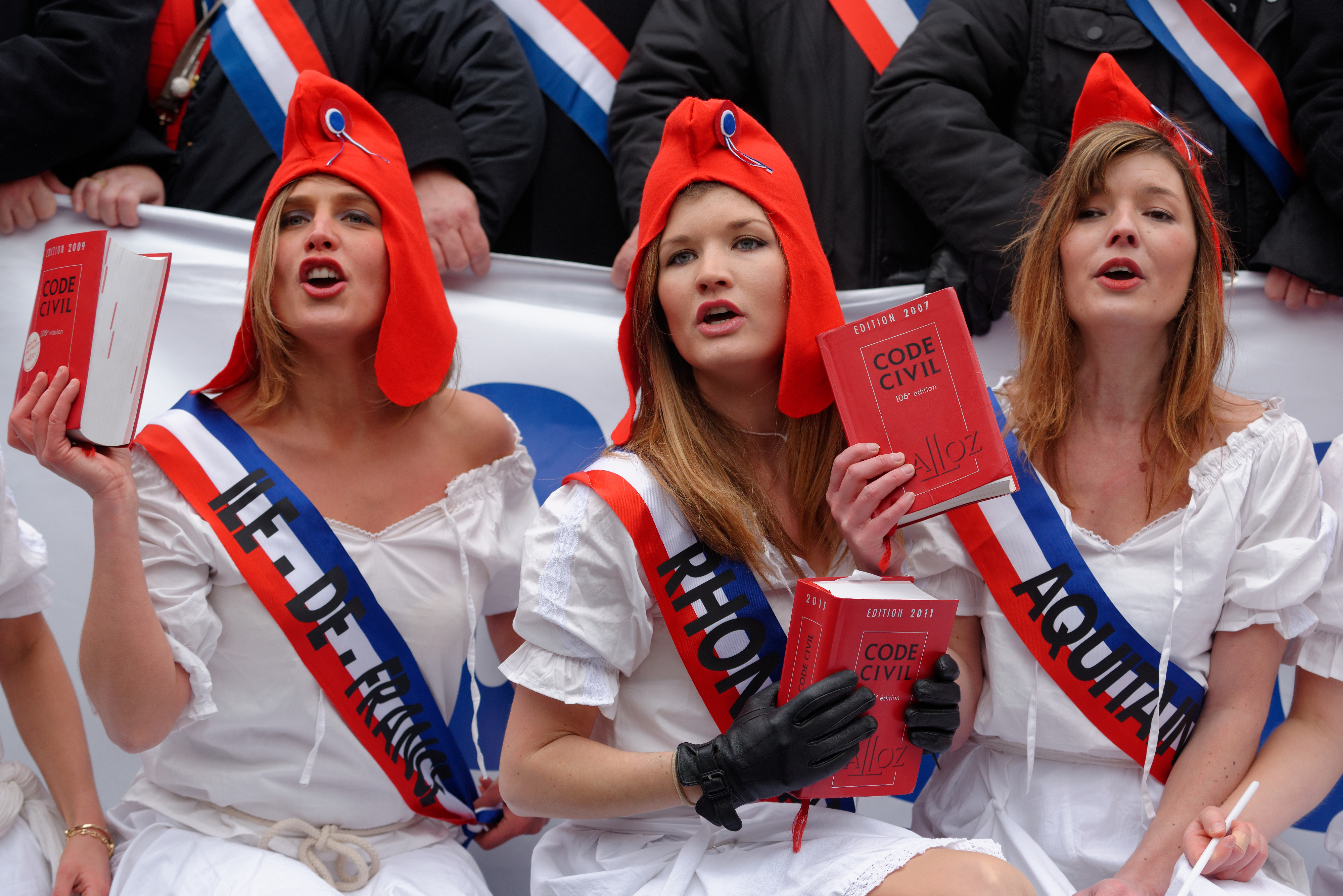